# Airco DH.11 Oxford
Die Airco DH.11, genannt Oxford, war ein zweimotoriger Doppeldecker des britischen Flugzeugherstellers Aircraft Manufacturing Company (Airco) in der Auslegung als Bombenflugzeug. Von dieser Maschine, entwickelt vom Chefkonstrukteur des Unternehmens, Geoffrey de Havilland, wurde lediglich ein Prototyp gebaut.

## Entwicklung
Die DH.11 Oxford sollte ursprünglich den Bomber Airco DH.10 – ebenfalls eine Konstruktion von Geoffrey de Havilland – ersetzen. Die Maschine sollte gemäß den Anforderungen der britischen Luftwaffe mit Reihenmotoren des damals neuen Typs ABC Dragonfly ausgestattet werden. In diesen Motor wurden große Hoffnungen gesetzt, und daher waren große Stückzahlen seitens der britischen Luftwaffe geordert worden, da etliche der zukünftigen Muster der Luftwaffe mit diesen Triebwerken versehen werden sollten.
So entwickelte de Havilland mit dem dreistieligen Doppeldecker eine aerodynamisch gelungene Holzkonstruktion mit guter Sicht und gutem Schussfeld für den Bordschützen im Bug und den in Rumpfmitte sitzenden Bombenschützen.
Beim Erstflug im Januar 1919 offenbarte der Prototyp Kopflastigkeit sowie Probleme hinsichtlich der Steuerung, noch gravierender jedoch waren die Mängel in der Motorisierung. So neigten die 320 PS leistenden Dragonfly-Motoren zum Überhitzen und litten unter starken Vibrationen, zudem blieben die Flugleistungen hinter den hochgesteckten Erwartungen zurück. Bereits nach wenigen Testflügen kam es an einem der beiden Triebwerke zu einem Schaden.
So wurde die Maschine zwecks Reparatur und Durchführung von Modifikationen in das Airco-Werk gebracht, die Arbeiten wurden dort jedoch nie vollendet. Auch auf den Bau der ursprünglich geplanten zwei weiteren Prototypen und somit auf den Serienbau der DH.11 wurde verzichtet.
Auch die Oxford Mk. II, eine Variante, die mit Siddeley Puma-Motoren ausgestattet werden sollte, wurde nicht mehr gebaut, ebenso wie eine als DH.12 geplante Maschine mit Dragonfly-Motoren und einer geänderten Position des Bordschützen.

## Technische Daten
| Kenngröße             | Daten                                                                             |
| --------------------- | --------------------------------------------------------------------------------- |
| Besatzung             | 3                                                                                 |
| Länge                 | 13,79 m                                                                           |
| Spannweite            | 18,34 m                                                                           |
| Höhe                  | 4,12 m                                                                            |
| Flügelfläche          | 66,8 m²                                                                           |
| Leermasse             | 1.866 kg                                                                          |
| Startmasse            | 3.191 kg                                                                          |
| Höchstgeschwindigkeit | 198 km/h                                                                          |
| Steigleistung         | 13:45 min auf 3.048 m (10.000 ft)                                                 |
| Dienstgipfelhöhe      | 4.400 m                                                                           |
| Flugdauer             | 3 h                                                                               |
| Triebwerke            | zwei wassergekühlte 9-Zylinder-Reihenmotoren ABC Dragonfly mit je 320 PS (239 kW) |
| Bewaffnung            | ein 7,7-mm-Lewis-MG; ca. 416 kg Bombenlast intern                                 |